# Sugarland Express
Pour plus de détails, voir Fiche technique et Distribution.
Sugarland Express ou La folle course vers Sugarland au Québec (The Sugarland Express) est un film américain réalisé par Steven Spielberg et sorti en 1974. L'histoire s'inspire d'un fait divers survenu cinq ans plus tôt aux États-Unis.
Sugarland Express est un road movie mettant en scène un couple de marginaux — Lou Jean Poplin et Clovis Poplin, respectivement interprétés par Goldie Hawn et William Atherton — désireux de récupérer leur enfant dont la garde leur a été enlevée.
Sélectionné au Festival de Cannes 1974, le film obtient le prix du scénario. Par la suite, plus aucun autre film de Steven Spielberg n'a été présenté en compétition officielle à Cannes. 
Troisième réalisation du cinéaste, c'est le premier long métrage de Steven Spielberg véritablement réalisé pour le cinéma (Firelight étant un home-movie et Duel à l'origine un téléfilm). Sugarland Express connait un succès mitigé : Universal Pictures coupe plusieurs scènes, jugeant le sujet trop difficile. Bien qu'il soit nommé pour le meilleur scénario original aux Writers Guild of America Awards 1975, le film est un échec au box-office. Ce n'est qu'un an plus tard, lorsque sortira en salles Les Dents de la mer, que Steven Spielberg connaîtra le succès public.

## Synopsis
Lou Jean Poplin, une femme marginale, décide d'entreprendre la reconstruction de sa famille, dont tous les membres sont dispersés : son mari Clovis Poplin est en prison et son fils Langston a été placé en famille d'accueil. Elle force donc Clovis à s'échapper de la prison, puis, l'évasion pratiquement réussie, le couple s'en va retrouver leur fils. Mais en chemin, ils prennent un policier en otage, Maxwell Slide, de la Texas Highway Patrol. Ils se retrouvent alors poursuivis par un important déploiement de forces de l'ordre et de journalistes, à travers tout le Texas, ainsi que par certains citoyens voulant rendre eux-mêmes la justice. D'autres prennent parti pour le couple.

## Fiche technique
Sauf indication contraire, les informations mentionnées dans cette section peuvent être confirmées par la base de données cinématographiques IMDb,  présente dans la section « Liens externes ».
- Titre original : The Sugarland Express
- Titre français : Sugarland Express
- Titre québécois : La folle course vers Sugarland[2]
- Réalisation : Steven Spielberg, assisté de James Fargo
- Scénario : Hal Barwood et Matthew Robbins, d'après une histoire de Steven Spielberg, Hal Barwood et Matthew Robbins
- Musique : John Williams ; Toots Thielemans (harmonica solo)
- Décors : Joseph Alves Jr.
- Photographie : Vilmos Zsigmond
- Montage : Edward M. Abroms (de) et Verna Fields
- Production : David Brown et Richard D. Zanuck ; William S. Gilmore, Jr. (production déléguée)
- Société de production : Zanuck/Brown Productions
- Distribution : Universal Pictures
- Pays de production :  États-Unis
- Langue originale : anglais
- Budget : 3 000 000 USD[3]
- Format : Couleur (Technicolor) - 35 mm - 2,35:1 - Son Dolby SRD / DTS
- Genre : comédie dramatique, policier, road movie
- Durée : 108 minutes
- Dates de sortie[4] :
  - États-Unis : 31 mars 1974 (New York) ; 5 avril 1974 (sortie nationale)
  - France : 12 juin 1974
- Affiche : Bill Gold (États-Unis)

## Distribution
- Goldie Hawn (VF : Michèle Bardollet) : Lou Jean Poplin
- Ben Johnson (VF : Jean Martinelli) : le capitaine Harlin Tanner
- Michael Sacks (VF : Sylvain Joubert) : le patrouilleur Maxwel Slide
- William Atherton (VF : Bernard Murat) : Clovis (Gilbert en VF) Michael Poplin
- Louise Latham (VF : Gisèle Préville) : Mme Looby
- Gregory Walcott (VF : André Valmy) : l'officier de police Mashburn
- Steve Kanaly (VF : Jacques Richard) : Jessup
- Harrison Zanuck : Bébé Langston
- A.L. Camp (VF : Henri Crémieux) : M. Noker
- Jessie Lee Fulton (VF : Marie Francey) : Mme Noker
- Gordon Hurst (VF : Pierre Hatet) : Hubie (Robby en VF) Noker
- Buster Daniels (VF : Jacques Hilling) : le vieil ivrogne arrêté à l'arrière de la voiture
- James N. Harrell (VF : Louis Arbessier) : Mark Fenno, le tireur d'élite
- Frank Steggall (VF : Jacques Berthier) : Logan Waters, le tireur d'élite
- Peter Curry (VF : Fernand Fabre) : le juge Peter Michael Curry
- Michael Santiago (VF : Jacques Marin) : Fred Menges, le pompiste
- Merrill Connally (VF : Jean Berger) : M. Vern Looby
- Ralph E. Hordewel (VF : Jacques Monod) : Lamar Highwa, le dispatcher de la police
- Charles Conaway (VF : Henri Poirier) : l'avocat interrogeant Tanner
- John L. Quinlan III (VF : Jacques Torrens) : l'huissier de justice
- Big John Hamilton : « Big John »

## Production

### Genèse et développement
Après le succès du téléfilm Duel (1971), Steven Spielberg a eu le temps de bien choisir son projet suivant. Il a attendu de trouver le sujet qui pourrait marquer les esprits des critiques et du public. En 1972, Universal Pictures lui demande de participer à un projet pour Burt Reynolds. Steven Spielberg abandonne rapidement cette idée voyant qu'il n'aura pas les mains libres avec l'acteur qui est alors en pleine gloire. Il participe ensuite à un projet intitulé Slide avec Joseph Walsh pour la Metro-Goldwyn-Mayer. Le studio voudra cependant modifier totalement le script de cette comédie dramatique pour en faire une copie de L'Arnaque (1973). C'est finalement avec Robert Altman que Joseph Walsh concrétisera le projet : Les Flambeurs, sorti à l'été 1974. De son côté, Steven Spielberg fait la rencontre des producteurs Richard D. Zanuck et David Brown. Lew Wasserman, ponte d'Universal, les accueille au sein du studio et leur permet de créer la société de production, Zanuck/Brown Productions. Leur premier projet est Sugarland Express, un projet refusé par Universal quelques années plus tôt.
Le scénario s'inspire en partie d'un fait divers survenu en 1969 dans la région de Sugar Land, au Texas, que Steven Spielberg avait lu dans Citizen News. Robert et Ila Fae Dent kidnappent un policier et volent sa voiture. Ils se rendent alors à Port Arthur, où habitait la mère d'Ila Fae. Mais 150 voitures de police se rendent immédiatement sur les lieux, tandis que les médias s'emparent de l'affaire. L'agent du FBI Bob Wiatt, confronté au couple, est forcé de tuer Robert d'une balle en pleine nuque (celui-ci braquait une arme sur l'agent) et d'arrêter Ila Fae, non sans user de violence,.
Steven Spielberg débute seul l'écriture du script, avant de se faire épauler par Hal Barwood et Matthew Robbins.

### Tournage
Le tournage a lieu de décembre 1972 à mars 1973 et se déroule au Texas (San Antonio, prison Smithville à Sugar Land, Del Rio, Floresville, Richmond, Pleasanton, Converse).

## Sortie et accueil

### Critique
Sur l’agrégateur de critiques Rotten Tomatoes, il obtient 87% d'avis favorables pour 52 critiques et une note moyenne de 7,2⁄10. Le consensus suivant résume les critiques compilées par le site : « Son intrigue peut imiter les road-movies contre-culturels de son époque, mais le premier long métrage de Steven Spielberg affiche de nombreux éléments qui plairont à la foule et qu'il peaufinera dans les films suivants ». Sur Metacritic, qui utilise une moyenne pondérée, le film obtient une note de 65⁄100 pour 4 critiques.
Sur le site AlloCiné, qui recense 3 critiques de presse, le film obtient la note moyenne de 4,7⁄5
.
Dans une longue critique-analyse sur le site DVD-Classik, on peut notamment lire « Le cinéaste donne l'impression, à cette époque, de ne pas encore avoir résolu la synthèse féconde entre le film aux enjeux personnels propres au Nouvel Hollywood et le grand spectacle. Chose étonnante alors même que Sugarland Express fait suite à Duel, une œuvre limpide mais d'une richesse métaphorique évidente, un thriller coup-de-poing au sein duquel le sens et les sens ne faisaient qu'un. »

### Box-office
| Pays ou région     | Box-office      | Date d'arrêt du box-office | Nombre de semaines |
| ------------------ | --------------- | -------------------------- | ------------------ |
| États-Unis, Canada | 7 500 000 $     | -                          | -                  |
| France             | 346 607 entrées | -                          | -                  |
| Total mondial      | 12 800 000 $    |                            |                    |

## Distinctions
- Festival de Cannes 1974 : Prix du scénario et en compétition officielle
- Writers Guild of America Awards 1975 : Nomination pour le meilleur scénario original d'une comédie

Sources : Internet Movie Database

## Analyse
Dès ses débuts, Steven Spielberg instaure des thèmes forts qu'il développera ensuite de film en film : la quête de liberté et d'émancipation, le sentimentalisme nord-américain, le prisme des médias, le lien étroit à l'enfance à travers ses différentes facettes, le risque d'emprisonnement ou encore le désenchantement.